# 锡南·奥安
锡南·奥安（土耳其語：Sinan Oğan；1967年9月1日—）是土耳其政治人物，曾任土耳其大國民議會議員，為2023年土耳其大選的參選人之一。

## 生平

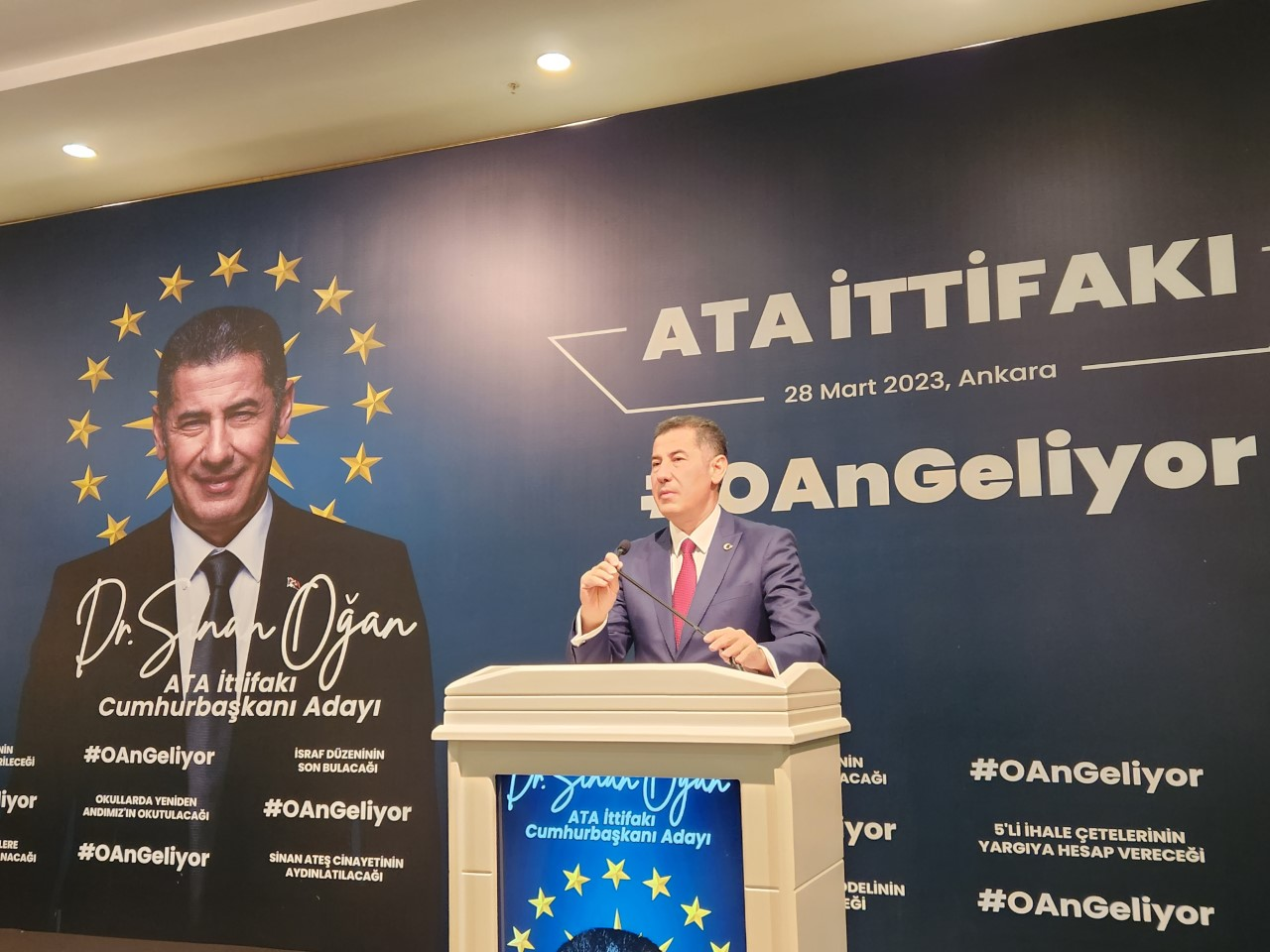
2023年锡南·奥安宣布參選土耳其總統

锡南·奥安於1967年出生於土耳其東部厄德爾的亞塞拜然家庭。1989年他自馬爾馬拉大學管理學系畢業，1993年—2000年任亞塞拜然國立經濟大學的副院長。
2000年奥安回到土耳其，任職於右翼智庫歐亞策略研究中心，專門研究高加索議題，發表數本書籍與學術論文。2009年他自俄羅斯莫斯科國立國際關係學院獲國際關係與政治學博士學位。
2011年，奧安獲民族主義行動黨提名參選厄德爾選區國會議員並當選。2015年他一度因與黨內領導層不合而被該黨開除，但經訴訟後恢復黨籍。2017年奧安發起反對修憲公投的行動，因與民族主義行動黨立場不合而遭開除黨籍。不久後他自稱在薩姆松省遇到未遂暗殺，但該省省長否認。
2023年，奥安獲右翼政黨聯盟祖先聯盟提名參選總統，第一輪選舉取得約5.30%選票而被淘汰。

## 官方網站
- 官方网站